# Modehuis

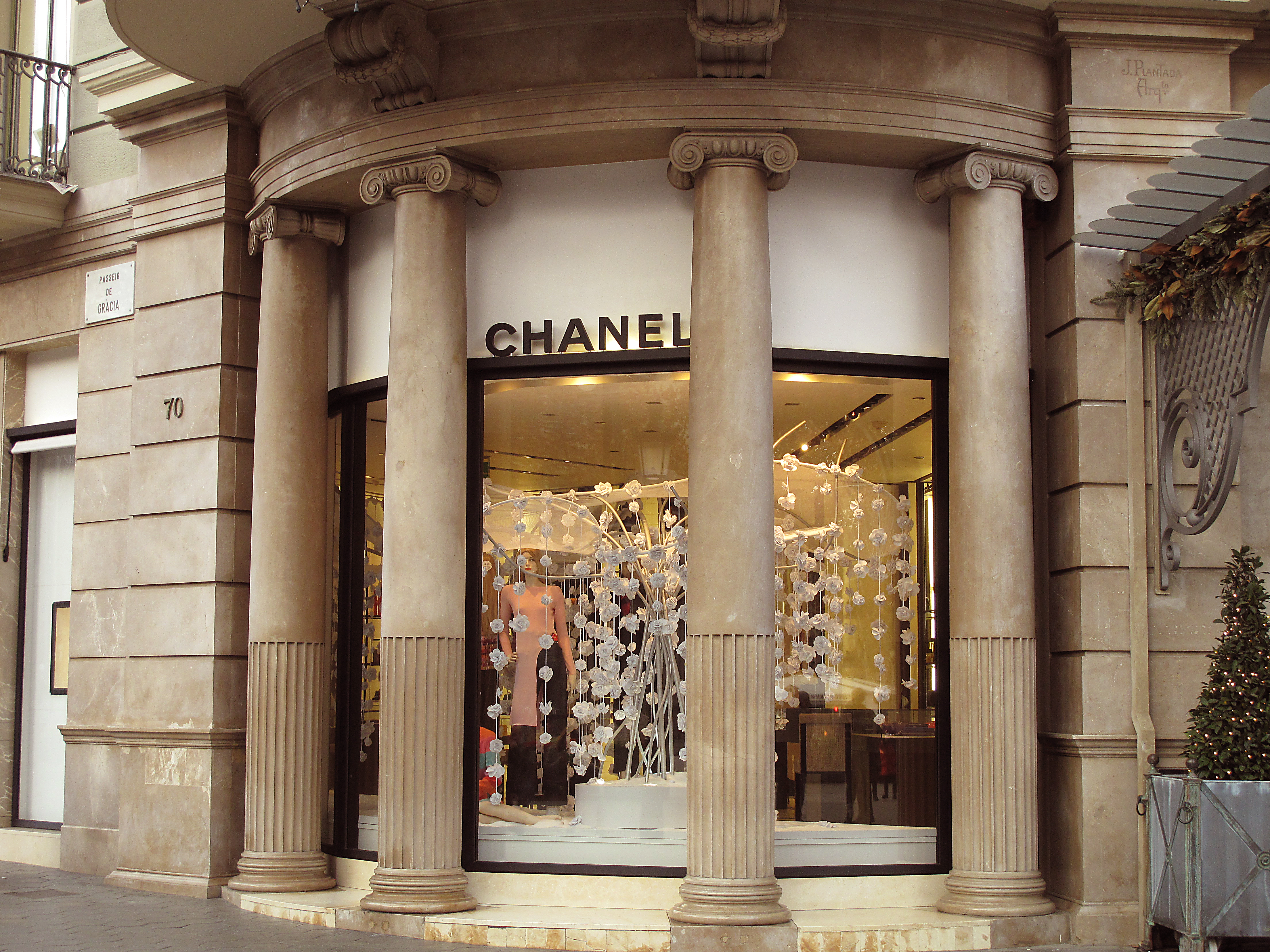
Een winkel van Chanel in Barcelona.

Een modehuis is een bedrijf dat zich richt op het ontwerpen en vaak ook het produceren van modekleding en accessoires. Het concept van een modehuis is nauw verbonden met de ontwikkeling van de mode-industrie, waarbij ontwerpers en merken hun eigen unieke stijlen creëren. Modehuizen kunnen variëren van kleinere, onafhankelijke ateliers tot grote, internationale luxeconglomeraten.

## Geschiedenis
De geschiedenis van modehuizen gaat terug tot de 19e eeuw, met het ontstaan van de haute couture in Parijs. Charles Frederick Worth wordt vaak beschouwd als de eerste couturier, de eerste die kledingstukken ontwierp en verkocht onder zijn eigen naam, waarmee hij een grondlegger werd van de haute couture. Sindsdien hebben modehuizen zich wereldwijd verspreid en een essentiële rol gespeeld in de ontwikkeling van modetrends en -stijlen.
Na de Tweede Wereldoorlog onderging de mode-industrie een transformatie, met de opkomst van prêt-à-porter of confectiekleding. Modehuizen zoals Christian Dior en Yves Saint Laurent speelden een cruciale rol in deze verschuiving, door toegankelijke collecties te ontwerpen die de haute couture aanvulden. Dit markeerde het begin van een meer democratische benadering van mode, waarbij stijl en ontwerp toegankelijker werden voor een breder publiek.

## Kenmerken
Ontwerp en productieModehuizen zijn verantwoordelijk voor het ontwerpen van collecties die variëren van alledaagse kleding tot haute couture.
MerkidentiteitElk modehuis ontwikkelt een unieke identiteit en look, die vaak wordt gecommuniceerd via marketing en branding.
ModeshowsVeel modehuizen organiseren jaarlijks meerdere modeshows om hun nieuwste collecties te presenteren aan kopers en de pers. Bekende modeshows zijn die in Parijs en de zogenaamde Fashion Weeks in New York, Milaan en Londen.
InvloedModehuizen hebben een aanzienlijke invloed op modetrends en de manier waarop mensen zich wereldwijd kleden.

## Beroemde voorbeelden
Enkele van de meest bekende en invloedrijke modehuizen zijn:
ChanelOpgericht door Coco Chanel in 1910, bekend om haar elegante damesmode en het iconische parfum Chanel Nº5.
Louis VuittonOpgericht in 1854, oorspronkelijk bekend om luxe lederwaren, en nu een vooraanstaand modehuis met een breed scala aan producten.
GucciOpgericht in 1921 door Guccio Gucci in Florence, Italië, bekend om zijn luxe lederwaren en opvallende modeontwerpen.
DiorOpgericht in 1946 door Christian Dior, bekend om het revolutioneren van damesmode met de introductie van de "New Look" na de Tweede Wereldoorlog.